# Carlos Aponte
Carlos Aponte Benítez, né le 24 janvier 1939 à Tunja en Colombie et mort le 1er août 2008 à Bogota, est un joueur de football international colombien, qui évoluait au poste de défenseur.

## Biographie

### Carrière en club
Avec le club de l'Independiente Santa Fe, il remporte trois titres de champion de Colombie.

### Carrière en sélection
Avec l'équipe de Colombie, il joue 6 matchs (pour aucun but inscrit) entre 1962 et 1963. 
Il figure dans le groupe des sélectionnés lors de la Coupe du monde de 1962. Il ne joue toutefois aucun match lors du mondial.

## Palmarès
Independiente Santa Fe
- Championnat de Colombie (3) :
  - Champion : 1958, 1960 et 1966.
  - Vice-champion : 1963.